# Santa Clara County Health System
Le Santa Clara County Health System (en français, le système de santé du comté de Santa Clara) est le système de santé publique du comté de Santa Clara, en Californie. Le Valley Medical Center, à San José, est l'hôpital phare de l'organisation. Il comprend des hôpitaux appartenant au comté, des cliniques, des agences du comté liées à la santé et la gestion du régime d'assurance maladie.
L'organisation regroupe environ 8 000 employés et dispose d'un budget proche de 4 milliards de dollars américains.

## Historique
Le système de santé et d'hôpitaux de la vallée de Santa Clara a été créé en 1993. Il est devenu le système de santé du comté de Santa Clara en mars 2019 après que le comté a acquis l'hôpital O'Connor et l'hôpital régional de Saint Louis du système de santé Verity afin d'empêcher la fermeture des hôpitaux.